# Vladimirovo (Macedónia)
Vladimirovo (macedónul: Владимирово), település Észak-Macedóniában, a Kelet-Macedóniai körzet Berovói járásában.

## Népesség
2002-ben 861 lakosa volt, akik közül 859 macedón és 2 szerb.

## Külső hivatkozások
- Томо ЧАЛОСКИ: Vladimirovo (macedón nyelven). emigration.gov.mk. [2011. július 19-i dátummal az eredetiből archiválva]. (Hozzáférés: 2011. július 19.)